# دیگو براندائو
دیگو براندائو (انگلیسی: Diego Brandão؛ زادهٔ ۲۷ مهٔ ۱۹۸۷) ورزشکار هنرهای رزمی ترکیبی اهل برزیل است.